# Biomimesi
La biomimesi (Biomimetics, o Biomimicry, in inglese) è una disciplina che studia e imita i processi biologici e biomeccanici della natura e degli esseri viventi come fonte di ispirazione per il miglioramento delle attività e tecnologie umane. La natura viene vista come Modello (Model), Misura (Measure), e come Guida (Mentor) della progettazione degli oggetti e dei manufatti tecnici. Il nome di questo campo di studi deriva dall'antico greco: βίος, vita, e μίμησις, imitazione.
Gli organismi viventi hanno evoluto strutture e materiali ben adattati nel tempo geologico attraverso la selezione naturale. La biomimetica ha dato vita a nuove tecnologie ispirate a soluzioni biologiche su macro e nanoscala. Gli umani hanno esaminato la natura per trovare risposte ai problemi durante la propria esistenza, osservando come la natura abbia risolto problemi di ingegneria come capacità di autorigenerazione, tolleranza e resistenza all'esposizione ambientale, idrofobicità, autoassemblaggio e sfruttamento dell'energia solare. La biomimetica è quindi un processo interdisciplinare creativo tra la biologia e la tecnologia per risolvere i problemi umani per astrazione, il trasferimento e l'applicazione di conoscenze da modelli biologici.

## Storia
Sin dalla preistoria , gli esseri umani, osservando il mondo naturale, hanno probabilmente trovato molte risposte a problemi semplici e complessi. Attraverso il gioco dell'evoluzione e della selezione naturale, la natura ha risolto molti problemi di bioingegneria, come l'idrofobicità, la resistenza al vento, l'accumulo di energia, biosintesi a pressione fredda e ambiente, autoassemblaggio e cattura dell'energia solare grazie ai meccanismi prodotti e selezionati dall'evoluzione.
Uno dei primi esempi di biomimetica fu lo studio degli uccelli per consentire il volo umano. Sebbene non abbia mai avuto successo nella creazione di una "macchina volante", Leonardo da Vinci fu un acuto osservatore dell'anatomia e del volo degli uccelli e fece numerose annotazioni e schizzi sulle sue osservazioni, nonché schizzi di "macchine volanti". I fratelli Wright, che riuscirono a far volare il primo aereo più pesante dell'aria nel 1903, presumibilmente trassero ispirazione dalle osservazioni dei piccioni in volo.
Durante gli anni Cinquanta, il biofisico e scienziato americano Otto Herbert Schmitt sviluppò il concetto di "biomimetica". Durante le sue ricerche di dottorato sviluppò il trigger di Schmitt studiando i nervi nei calamari, tentando di progettare un dispositivo che replicasse il sistema biologico di propagazione dei nervi. Continuò a concentrarsi su dispositivi che imitassero i sistemi naturali e nel 1957 percepì una visione contraria a quella della biofisica a quel tempo, una visione che avrebbe chiamato biomimetica, che descriveva il trasferimento dei processi biologici a sistemi tecnologici.

## Principi
Tutti i sistemi naturali rispettano alcuni principi fondamentali:
- funzionano secondo cicli chiusi: non esiste il concetto di rifiuto
- si fondano su interdipendenza, interconnessione, cooperazione, processi che sono alla base di tutti i sistemi viventi
- funzionano ad energia solare
- rispettano e moltiplicano la diversità.

Janine Benyus ha approfondito e divulgato efficacemente questi temi.

## Applicazioni
Un gran numero di applicazioni ispirate alla natura è già stato tradotto in applicazioni tecniche ed è commercialmente disponibile, come il velcro, le superfici autopulenti ispirate alle foglie di loto (Nelumbo nucifera) e gli adesivi strutturali, sviluppati a partire dal geco e dalle valve di alcuni molluschi. Il radar e il sonar sono stati creati ispirandosi al apparato di Geolocalizzazione dei pipistrelli.